# Николо-Александровская Барградская церковь
Церковь святого Николая Чудотворца и святого благоверного князя Александра Невского (Николо-Мирликийская, Николо-Барградская) — не сохранившаяся церковь в Санкт-Петербурге на пересечении Калашниковского проспекта (ныне проспект Бакунина) и Мытнинской улицы.

## История
Сооружена в 1913—1915 годах архитектором С. С. Кричинским в неорусском стиле, отсылающем к древнему новгородско-псковскому зодчеству. Консультантом при строительстве был археолог В. Т. Георгиевский.
Церковь принадлежала Императорскому православному палестинскому обществу, заказавшему её строительство наряду со схожей церковью Николая Чудотворца в Бари (Барграде). Крестовый в плане и одноглавый храм, имевший богатое стилизованное убранство, был крыт зеленой поливной черепицей. Его вместимость составляла 300 человек. Снаружи церковь была декорирована резным орнаментом и белокаменными крестами, внутри — росписями в стиле фресок Дионисия. Строение храма включало звонницу. В храме находился четырёхъярусный иконостас с ценными иконами XVI—XVII веков из собрания князя А. А. Ширинского-Шихматова, а также царские врата XVI века. Под  храмом размещалась палата для собраний, расписанная в стиле московских теремов XVII века. Почитанием пользовалась икона Божией Матери «Скоропослушницы», позже перенесённая в Троицкий собор Александро-Невской лавры.
В 1932 году церковь была закрыта и взорвана.